# Ортуй
Орту́й (рос. Ортуй) — село у складі Могойтуйського району Забайкальського краю, Росія. Адміністративний центр та єдиний населений пункт Ортуйського сільського поселення.

## Населення
Населення — 1020 осіб (2010; 1166 у 2002).
Національний склад (станом на 2002 рік):
- буряти — 83 %